# 이정혁
이정혁(본명: 이정섭, 1985년 4월 22일 ~ )은 대한민국의 배우이다.

## 학력
- 국민대학교 연극영화학과

## 출연작

### 영화
- 《타이거마스크》 (2021년)
- 《아워 미드나잇》 (2021년) - 한 과장 역
- 《치즈인더트랩》 (2018년) - 경영학과생 1 역
- 《비스티걸스》 (2017년) - 수혁 역
- 《브이아이피》 (2017년) - 광일패 3 역
- 《전설의 주먹》 (2013년) - 진호 (과거) 역

### 드라마
- 《현재는 아름다워》(2022년, KBS2) - 재현 역 (특별출연)
- 《마성의 기쁨》 (2018년, 드라맥스 & MBN) - 민형준 역 (특별출연)
- 《슈츠》 (2018년, KBS2)
- 《으라차차 와이키키》 (2018년, JTBC) - 김우성 역
- 《슬기로운 감빵생활》 (2018년, tvN)
- 《밥상 차리는 남자》 (2017년, MBC) - 김실장 역
- 《공항 가는 길》 (2016년, KBS2) - 박상협 역
- 《뱀파이어 탐정》 (2016년, OCN) - 20년전의 지승철 역
- 《파랑새의 집》 (2015년, KBS2) - 유민 역
- 《열애》 (2013년, SBS) - 반태양 역
- 《너의 목소리가 들려》 (2013년, SBS) - 이정훈 역
- 《미래의 선택》 (2013년, KBS2)
- 《네일샵 파리스》 (2013년, MBC QueeN)
- 《키스 앤 더 시티》 (2010년, SBS Plus)

### 연극
- 《프라이드》 (2019년) - 올리버 역